# Cases Joan Amat
Cases Joan Amat és un habitatge a la vila de Cardedeu (Vallès Oriental) protegit com a bé cultural d'interès local. La Torre Amat s'emmarca dins del la primera tongada d'edificacions de la carretera de Caldes, poc després de l'arribada del ferrocarril (1860) i de l'obertura de susdita carretera (1864). Es tractava de cardedeuencs residents a Barcelona que construïren habitatges d'estiueig a la vila, fora del nucli antic i vora de les noves vies de comunicació.
Edifici d'habitatges compost de dos cossos amb pati central i jardí a la part posterior fins al passeig Pau Gesa. Coberta a dues vessants i consta de planta baixa i pisos. Els dos cossos s'uneixen a la planta baixa per un gran portal d'arc escarser. Les façanes són de grans blocs de carreus i la composició és neoclàssica. Es construí primer l'edifici de l'esquerra amb accés lateral i en una segona fase l'altre cos de l'edifici de composició més equilibrada. Es conserva en bon estat.